# Ørum Sø
Ørum Sø er en 425 hektar stor, omkring 2 m dyb sø i Sydthy. Den dannede frem til midten af 1800-tallet et sammenhængende søområde sammen med Roddenbjerg og Flade Sø der ligger vest for søen. Afvandingsprojekter der påbegyndtes i 1868 har adskilt søerne. Projektet lykkedes og i nogle år høstede man store mængder hø på 1.200 ha søbund der var blevet indvundet, men blev allerede opgivet efter 7 år på grund af for høje omkostninger til pumper og vedligehold af kanaler. Ørum Sø har i den nordøstlige ende tilløb fra Hvidbjerg Å der kommer fra Ovesø. og danner med disse et EF-habitatområde. Den har afløb gennem en kanal med sluse ned til Krik Vig i nordenden af Nissum Bredning i Limfjorden. Ikke langt fra tilløbet ligger ud ud til åen voldstedet efter Ørum Slot.
Ørum Sø er en del af Nationalpark Thy og en del af Natura 2000-område nr. 27 Hvidbjerg Å, Ove Sø og Ørum Sø og er habitatområde 

## Eksterne kilder og henvisninger
1. ↑  Om natura 2000-planen Arkiveret 3. september 2012 hos  Wayback Machine på Naturstyrelsens websted

- Danmarks Søer, Søerne i Nordjyllands og Viborg Amter, af Thorkild Høy m.fl. ISBN 87-7717-200-0
- Flade og Ørum Søer Arkiveret 5. marts 2016 hos  Wayback Machine på coast-alive.eu
- Om Ørum Sø på DSD
- For dyrt at holde Flade Sø tørlagt på dettabteland.dk

56°48′9.92″N 8°18′27.8″Ø / 56.8027556°N 8.307722°Ø